# Квадроберы
Квадро́беры (англ. quadrobists, реже англ. quadrobers, термин происходит от соединения лат. quattuor — четыре и англ. aerobics — аэробика, которое обозначает человека, занимающегося перемещением на четырёх конечностях; средствами массовой информации для обозначения самого явления используются термины квадро́бика и квадро́бинг, квадро́берство, реже — квадро́беринг; в англоязычной научной литературе фитнес-вариант квадробики известен как англ. quadrupedal movement training (QMT), а соответствующие субкультура и неофициальный вид спорта в англоязычной прессе как англ. quadrobics) — люди, преимущественно подростки, занимающиеся имитацией действий и повадок животных. В разных печатных изданиях такая имитация воспринимается как субкультура и / или особый неофициальный вид спорта.
Интерес к квадроберам в России стимулировал бизнес начать производство товаров для них. Среди товаров, продаваемых на маркетплейсах: ароматы для и против квадроберов, атрибутика из искусственного меха, корм, наборы масок для самостоятельной раскраски. В начале октября 2024 года резко увеличилось общее производство данной продукции. В качестве товаров для субкультуры стала рекламироваться даже продукция, не имеющая к ней никакого отношения.
Квадроберы вызвали острую дискуссию в структурах высшей законодательной власти в России. В ней приняли участие депутаты и сенаторы из обеих палат Федерального собрания. Спектр мнений, высказанных в спорах, простирается от требования запрета и законодательного регулирования до пожеланий не привлекать повышенного внимания к проблеме, которая не получила широкого распространения среди подростков и не играет серьёзной роли в «судьбе Отечества». К дискуссии подключились философы, профессиональные психологи и психиатры, юристы, высокопоставленный сотрудник Московского патриархата, а также звёзды шоу-бизнеса. Министр иностранных дел России Сергей Лавров обсуждал тему квадроберов на встрече 8 октября 2024 года с министром иностранных дел Армении Араратом Мирзояном. Пресс-секретарь президента России Дмитрий Песков в интервью корреспонденту РИА Новости, задавшему ему вопрос о квадроберах, ответил, что «движение квадроберов является „полной ерундой“».
В российских научных («Вопросы девиантологии») и научно-популярных журналах («Psychologies») по психологии, а также в изданиях по юриспруденции в 2024 году появились публикации о квадроберах. В западной научной периодике (среди таких изданий «Frontiers in Sports and Active Living», «Journal of Strength and Conditioning Research», «Human Movement Science» и другие) появился ряд статей, анализирующих влияние занятий фитнес-вариантом квадробики (QMT) на человеческий организм. Эксперименты проводились на студентах вузов и выявили в целом положительное влияние на организм человека в целом, его отдельные элементы и даже на когнитивные способности.
В 2025 году квадробика пошла на спад. В России в первом квартале 2025 года зафиксировано падение продаж костюмов, масок и других товаров для квадроберов. Это связывают с окончанием жизненного цикла подобных трендов и общественным порицанием движения.

## Истоки квадробики
Средства массовой информации возводят квадробику к японскому спринтеру Кенъити Ито, который в начале 2000-х годов, удивившись технике бега мартышки-гусара, попытался адаптировать её для человека. В 2008 году Ито пробежал стометровку на четвереньках за 18,58 секунды, а в 2015 году — даже за 15,71 секунды. Данный показатель принёс ему место в Книге рекордов Гиннесса. Однако самая первая попытка практиковать квадробику на улице обернулась для спринтера приводом в полицейский участок, а попытка тренироваться в лесу едва не закончилась гибелью — охотник принял Ито за дикого кабана и попытался выстрелить в него. Ито привлёк внимание обывателей. Вскоре у него появились последователи.
Сам Ито среди причин зарождения и распространения квадробики именно в Японии назвал: 1) существующую здесь традицию носить маски животных, танцевать и играть на национальных фестивалях, 2) одновременно стимулирование развития физических возможностей и творческих способностей (многие японские начальные школы ввели обязательный предмет «медвежья ходьба» — изучение техники передвижения на четвереньках), 3) после пандемии COVID-19, связанной с вынужденной самоизоляцией, люди стремятся находиться на лоне природы.
Ещё одним из предшественников квадробики считается появившееся в 2010 году в США фитнес-движение Animal Flow. Оно основывалось на имитации повадок домашних и диких животных. Основателем считается Майк Фитч. Тренировки проходили на четвереньках с опорой на ладони и стопы. Такая позиция, по мнению Фитча, оптимальна для развития мышц живота. Ещё одним предшественником квадробики называется «первобытный» паркур француза Лео Урбана. Акробатические трюки на деревьях он выполняет в технике, характерной для шимпанзе. В интервью белорусскому новостному сайту Onliner.by мать девочки-квадробера вспоминала, что в детстве вместе с друзьями сама прыгала в лесу «на камнях, представляя себя волками или кошечками, могли даже бегать на четвереньках» и связывала это с распространением паркура. Популярность подобной игры, по её воспоминаниям, подстегнул выход в 2004 году в свет фильма «Женщина-кошка».
Иногда истоки квадробики также видят в терианстве и фурри, а также в азеркинах, под которыми понимают людей, воспринимающих себя как нелюдей в каком-либо смысле. Название «териане» закрепилось за людьми, которые идентифицируют себя животными и ведут себя подобно им. Фурри, в отличие от них, рассматривают свой образ животного только как персонаж.

## Распространение квадробики

### Общие тенденции и формы распространения
Квадроберы активно общаются в интернет-сообществах, где ищут единомышленников или организуют коллективные встречи. Многие из них снимают свои упражнения на видео и выкладывают в социальные сети. Считается, что первым видео, распространяемым в интернете и демонстрирующим элементы данной техники, стало «Введение в квадробику», появившееся в 2015 году (широкую популярность видео получило только в 2020 году, на нём девушка показывает технику выполнения базовых упражнений квадробики). Инструкция изложена на английском языке, страна проживания пользователя Iridescent не указана. Предположительно, квадроберы как явление появились в Японии. Кроме упражнений, всё новые и новые обучающие или демонстрационные видео учат также делать костюмы и маски, подбирать хвосты соответствующих технике движений животных. В 2019 году квадробика приобрела популярность в США.
Впервые отдельную статью о квадроберах в контексте увлечения спортом на русском языке, по данным новостного сайта РБК, опубликовал мужской (с элементами эротики) журнал «Maxim» в сентябре 2022 года.
Среди российских подростков популярной квадробика стала только весной 2024 года. Дети в костюмах, с хвостами и масками животных ходили на четвереньках, катались по траве, рычали, а некоторые даже прыгали на прохожих или на их домашних животных. Женский журнал «The Voice» считает, что в России подростки узнали о квадробике из социальных сетей: Likee, TikTok и YouTube. Журнал отмечал некоторые аспекты функционирования этой субкультуры, на которые часто просто не обращают внимание. Многие родители приветствуют её, считая, что подвижные игры на свежем воздухе отвлекают детей от смартфона. Родители готовы оплачивать приобретение аксессуаров, коммерсанты, в свою очередь, с радостью расширяют рынок их производства и продаж.
Новостной сайт TSN.ua отмечал быстрое распространение в 2024 году квадробики на территории Украины. Квадроберы становятся там часто главными героями новостных сообщений, а в отдельных случаях ситуации с ними выходят из-под контроля. В Николаеве квадробер даже сбил велосипедиста. В это же время стало явным присутствие квадроберов в Беларуси, Казахстане, Латвии.
Еженедельное международное общественно-политическое издание с акцентом на деловую информацию «Курсив», выходящее в Казахстане, сообщало, что в 2024 году квадробика сильно изменилась. До этого года она представляла собой спортивный челлендж, в 2024 году акцент стал делаться на визуальном подражании животным (маски, хвосты, реже — лапы животных).
Министр иностранных дел России Сергей Лавров на встрече 8 октября 2024 года с министром иностранных дел Армении Араратом Мирзояном поинтересовался, существуют ли в Армении квадроберы. Так как иностранный коллега не понял вопроса, Лавров объяснил смысл данного понятия: «люди, которые наряжаются в костюмы собак или кошек и ходят как животные». Он также отметил, что квадроберы стали одной из самых обсуждаемых тем. Арарат Мирзоян сказал в ответ, что знает об этом новом движении, а посол Армении в России Гурген Арсенян добавил, что квадроберы в Европе уже начали себя определять «как гендер».
Пресс-секретарь президента России Владимира Путина Дмитрий Песков в интервью корреспонденту РИА Новости, задавшему ему вопрос, знает ли Владимир Путин о квадроберах, ответил: «Надеюсь, что нет [не знает]. Не нужно преувеличивать [их] популярность». Ранее Песков заявил, что «движение квадроберов является „полной ерундой“».

### Возможные причины распространения квадробики
Обозреватель газеты «Новые Известия» Виктор Левин задался вопросом о причинах распространения квадроберов в России. Он связал данный процесс с восприятием домашнего животного современными россиянами как члена семьи. Так, по результатам опроса, относятся к питомцам 42 % владельцев кошек и 34 % хозяев собак, воспринимают их как друзей — 26 % и 36 % соответственно, а как ребёнка — 19 % и 16 %. Домашние животные и дети в семьях становятся конкурентами в борьбе за внимание взрослых. В процессе взросления «неблагодарные» подростки в 10—12 лет начинают отдаляться от родителей, напротив, стареющие домашние питомцы всё больше сближаются с хозяевами. Однако, потребность подростка в родительских заботе и понимании сохраняются. Родители же демонстрируют любовь домашним животным, поэтому дети и становятся ими. От последних не требуется достижений в учёбе, выполнения домашних и общественных обязанностей, размышлений о своём будущем, к кошке и собаке, по словам автора статьи, «не пристанет государство со своими хотелками». Виктор Левин завершает её словами: «Захватывающего молодежь образа будущего, в котором удобнее быть человеком, а не животным, власть пока не придумала».
«Тинькофф Журнал», пытаясь объяснить растущую популярность этого сообщества, называл следующие причины:
- Данная субкультура привлекает подростков возможностью экспериментировать в поиске и выражении своей индивидуальности.
- Она предоставляет чувство сопричастности, возможность почувствовать себя «среди своих».
- Появляется возможность проявить себя, нарушая при этом некие границы привычного восприятия.
- В организме подростка происходит глобальная перестройка на физическом и на психоэмоциональном уровне. При этом гормональная перестройка может стать началом проявления пограничных психических расстройств.
- Причиной также может быть желание уйти от тяжёлой реальности (например, конфликты и насилие в семье).

Особую позицию заняла официальный представитель МИД Мария Захарова во время брифинга по вопросам внешней политики Российской Федерации. Она назвала отсутствие «любви, заботы и внимания» к детям главной причиной распространения квадробики. Захарова указала на связь русского фольклора и русской национальной и советской литературы XX века с современным квадробингом, процитировав несколько искажённую фразу из русской народной сказки в пересказе Алексея Толстого «Сестрица Алёнушка и братец Иванушка»: «не пей из лужицы — в квадробера превратишься». Она дала совет по искоренению этой субкультуры — «повышенное внимание и безграничная любовь [родителей] к детям».
Российская версия журнала «Forbes» в статье «Квадроберы атакуют: как модная субкультура тестирует российское общество» отмечает, что в объяснении причин появления квадробики в России господствует теория заговора. Автор статьи Алексей Фирсов предложил искать причины за её рамками:
- Одна из причин — «естественное стремление подростков к смене идентичности». Для детей родной стихией является ролевая игра, к чему ведут серьёзная нагрузка в школе, дефицит общения с родителями, возможность самостоятельного выбора, атмосфера радости и веселья.
- «Текущая реальность становится детям малоинтересной», детские развлечения планируются и контролируются взрослыми (экскурсия, «правильные» игры), в связи с этим дети, за счет средств горизонтальной коммуникации, пытаются сами организовать себе интересный досуг.
- Высокая толерантность детей к тому, что в мире взрослых считается отклонением. Современная культура распадается на самостоятельные зоны, отсутствует мейнстрим, который мог бы притягивать с себе эти зоны. В результате эти зоны воспринимаются юношеством как онтологически равноправные. Та часть общества, которая привыкла «к структурной и ценностной иерархии» встревожена данным явлением, но отсутствует «инструмент», который способен свернуть этот процесс.

Кандидат философских наук Татьяна Литвинова в большой статье «Надеть маску, чтобы сохранить себя» отметила два аспекта в присоединении подростка к субкультуре: ощущение «принадлежности» к некоей общности («своя стая») и открытое заявление о своей «уникальности» (демонстрация окружающим, что твои интересы, символика и одежда отличаются от общепринятых). Спецификой квадробики среди других субкультур она назвала её «детскость» и то, что вместо поиска неких ценностей и идей в ней демонстрируется имитация повадок животного. В основе этого, по мнению Литвиновой, лежит психологический механизм регрессии (человек на некоторое время ощущает и ведёт себя, как будто он младше, чем его реальный возраст). Литвинова считает, что это — защитный механизм, помогающий человеку психологически справляться с трудностями. Именно в настоящее время, когда стресс переживает практически всё российское общество, такой механизм оказывается наиболее востребован. Костюмы используются для того, чтобы выразить собственное или желаемое качество, часто в процессе выбора костюма осуществляется самоидентификация (смелость — медведь). С другой стороны, маска даёт радость и веселье, которые в обычной жизни вызывают насмешки или даже влекут за собой наказание. Чем суровее становятся запреты, тем больше люди ценят карнавал и маски, являющиеся его атрибутом.
Татьяна Литвинова отмечала, что в Средние века существовала вера в оборотней. Она повлекла за собой казни тех, кого заподозрили в том, что они являются оборотнями. Преследование «оборотней» ещё больше укрепляло веру в их существование и страх перед ними. Оно же укрепляло и веру в заботу власти о народе. «И властям хорошо, и народу», — подводила итог своим размышлениям Литвинова. Она писала, что не видит ничего дурного, если родитель подыгрывает ребёнку-квадроберу, — «совместная игра может развлечь и ребенка, и родителя». Правда, именно родители должны чётко разграничить для ребёнка, «где место игре и где ей не место» (к таким местам автор статьи отнесла магазин и маршрутное такси). Вывод, который сделала Литвинова: «Квадробинг… создал возможность получить долю свободы в несвободной обстановке и долю безопасности в атмосфере тревоги и неизвестности будущего».

### Попытки статистического анализа
Сервис «Exploding Topics», который анализирует миллионы поисковых запросов, общений на форумах и просто упоминаний в интернете, позволяет выявлять наиболее актуальные тренды. Он показал более чем 1000%-е увеличение количества поисковых запросов по слову «quadrobics» за последний на тот момент 2024 год, что, по мнению автора статьи в индийском финансовом издании «Mint», просто «ошеломляет», с точки зрения интернет-поиска по фитнесу.
Газета «Ведомости» в конце сентября 2024 года попыталась определить приблизительную численность квадроберов в России. Для этого были использованы данные о количестве подписчиков в наиболее популярных сообществах в социальной сети ВКонтакте и в открытых Telegram-каналах. В сообществе «Квадроберы» (ВКонтакте) — более 3000 подписчиков. Пользователи делятся в этом сообществе фотографиям, видеороликами, информацией о себе и активно ищут друзей. Аудитория тематического канала в Telegram под названием «Квадробика / Хаус» составляет 13 857 человек. Свою статистику (например, частоту упоминания квадроберов в соцсетях, количество и численность их сообществ по данным интернета…) опубликовал в большой статье о квадроберах в октябре этого же года новостной сайт РБК.
16 октября 2024 года газета «Ведомости» опубликовала данные телефонного опроса, который провёл Всероссийский центр изучения общественного мнения. Было опрошено 1600 россиян в возрасте от 18 лет. В соответствии с результатами, 74 % считают увлечение квадробикой «поводом для беспокойства родителей». 58 % слышали о субкультуре, но только 31 % хорошо знают, что это такое. 35 % (больше, чем другие группы опрошенных) называли причиной распространения квадробики «негативное социокультурное влияние», на втором месте (32 %) шло «плохое воспитание и образование», третье место (25 %) занимал ответ «возрастные особенности». Больше половины опрошенных (51 %) утверждали, что при встрече с квадробером испытывали бы «скорее неприятные эмоции». О положительных эмоциях от такой гипотетической встречи заявили 11 %. Родители в результатах опроса превосходят в осведомленности бездетных, но отношение этих двух групп к самим квадроберам практически не отличается. «Ведомости» констатировали: «38 % респондентов полагают, что субкультуру нужно контролировать, а 35 % высказались за полный запрет».
Журналист Алеся Соколова отследила количество негативных высказываний по поводу квадроберов в интернете в комментариях к публикациям. На основе использования инструмента статистики Яндекс.Вордстат она установила резкий рост интереса к квадроберам в средствах массовой информации и Telegram-каналах в сентябре и октябре 2024 года. Осенью 2024 года уже 70 % публикаций содержали осуждение и более 40 % — утверждения о необходимости запрета, наказания или лечения квадроберов. На основе 510 тысяч комментариев к постам про квадробику во ВКонтакте автору статьи удалось установить, что до середины апреля этого года о квадроберах там писали преимущественно дети в тематических группах, а отношение комментаторов к постам было в большинстве случаев нейтральным. С середины апреля стало увеличиваться количество резко негативных и агрессивных постов, 6 из 10 подобных комментариев составляли мужчины в среднем возрасте около 37 лет. Осенью активность комментирования этой темы ещё больше выросла, доля же негативных комментариев со среднего значения в 66 % поднялась до 80 %. Автор статьи связывала тенденции в росте публикаций СМИ по теме и увеличении количества негативных комментариев с активным вниманием к проблеме квадроберов государственных чиновников и депутатов.
Квадроберы оказались на 7-м месте (вслед за угрозой ядерной эскалации и войны с НАТО на 6-й позиции) в ТОП-10 тревожностей по суммарному индексу (сумма медиа индекса и соцмедиа индекса) в III квартале 2024 года (Q3 2024) по данным Компании развития общественных связей. Вместе с фурри квадроберы получили суммарный индекс 112,98, из них оценка присутствия выявленной тревожности в СМИ составляет 16,88, а оценка присутствия выявленной тревожности в соцмедиа — 96,10. В ТОП-10 наиболее приживаемых тревожностей (отношение соцмедиа индекса к медиа индексу — чем выше показатель, тем активней тревожность обсуждается в соцмедиа) в России в III квартале 2024 года квадроберы и фурри оказались на 2-м месте (впереди — только замедление Youtube) с индексом 5,69. Исследователи КРОС назвали столь высокие места двух близких субкультур «неожиданностью»

## Квадробика как неофициальный вид спорта
Ежедневная общественно-политическая газета «Время», издаваемая в Казахстане, связывая это явление с эпохой пандемии COVID-19, сообщала в конце октября 2024 года: «Квадробика стала неофициальным спортом». Журнал «The Voice» отмечал единодушие российских тренеров по художественной гимнастике и хореографов. Они утверждают, что квадробика не является видом спорта, так как отсутствует выработанный набор движений под музыку. 71 % опрошенных газетой «Комсомольская правда» в Хабаровском крае осенью 2024 года не поддерживали идею признания её в официальном порядке особым видом спорта.
Выпускник Флоридского университета, персональный тренер и диетолог Стивен Шихэн считает, что точка в споре, является ли квадробика спортом, не поставлена. С одной стороны, в ней присутствуют физические нагрузки и специальные навыки — два ключевых элемента в определении вида спорта. С другой стороны, без руководящего общенационального или международного органа и чётко закреплённых правил квадробика не соответствует техническому определению спорта.
Неоднократно квадробика рассматривалась как одно из направлений в фитнесе. «Квадробика — уникальное фитнес-направление, предполагающее передвижение на четвереньках, имитирующее походку и движения четвероногих животных», — сообщал своим читателям основанный атлетом Митчеллом Купером австралийский сайт Garage Gym Reviews, аудиторией которого являются любители гимнастики, занимающиеся ей дома, а не в тренажёрных или гимнастических залах.
Статья в женском журнале «Vogue» «Квадробика — это фитнес-тренд, который улучшает общий тонус [тела] (и ваш пресс)» (2024) предупреждает читателя, что внешний вид квадроберов и их манера поведения может оттолкнуть обывателя, но использование самих практикуемых ими упражнений может «принести дивиденды» здоровью. Подражание медведю может повысить силу, координацию и ловкость тела, так как оказываются задействованы сразу туловище, плечи и ноги. Ходьба крабом (используя руки позади тела для передвижения наряду с ногами, а также подняв бёдра над землёй) может быть использована, чтобы укрепить трицепсы, плечи и туловище. Походка гориллы вприсядку, раскачиваясь при движении из стороны в сторону и касаясь руками земли, тренирует ноги, ягодицы и верхнюю часть тела. Специалист по фитнес-версии квадробики Томи Аканде в беседе с корреспондентом журнала рекомендовал построить комплекс упражнений в соответствии с собственным уровнем физической подготовки и заранее определёнными целями. В этом случае он станет полезным, доступным и интересным. Последний фактор поможет поддерживать регулярность в тренировках. Журналист «Vogue» отмечал фактически бесплатность квадробики, для которой может потребоваться разве что коврик.
Cертифицированный диетолог и персональный тренер с сертификатом ACE Мэри Сабат в беседе с корреспондентом журнала «Bustle» заявила: «Эти движения… подобны маслу для ваших суставов, поскольку вы двигаетесь и сгибаетесь так, как не делаете это в обычный день», «ползание на четвереньках также бросает вызов вашему равновесию и координации». Дополнительным бонусом, с её точки зрения, является возможность сделать рутинные упражнения интересными и даже весёлыми.
Квадробикой можно заниматься в помещениях и на природе, но необходимо избегать скользких и твёрдых поверхностей, а также снега. Предпочтительны сухая трава или ковёр. Печатные издания отмечают как элементы квадробики лёгкую атлетику, гимнастику, паркур, кроссфит. Рекомендуется, чтобы избежать травм использовать перчатки и наколенники, фиксаторы для запястий, пить больше жидкости, а также не сжимать большие пальцы в кулаках при опоре рук за твёрдую поверхность. Костюм для занятий не должен сковывать движения, а обувь должна быть удобной и поддерживать стопу (специальные ортопедические стельки, которые будут поглощать ударную нагрузку, а также обувь с амортизирующей подошвой).
Рекомендуется начать занятие квадробикой с комплексной разминки и не пытаться, будучи новичком, сразу переходить к сложным прыжкам, а также учесть возможные противопоказания по здоровью — проконсультироваться с врачом в случае, если существуют проблемы с опорно-двигательным аппаратом, суставами или координацией движений. Не рекомендуется также квадробика тем, кому поставлен диагноз заболевания сердечно-сосудистой системы, аутоиммунного заболевания, эпилепсии, сахарного диабета или есть лишний вес.
Стивен Шихэн допускал использование квадробики для односторонних тренировок — таких, которые позволяют упражнять левую и правую стороны тела по отдельности. С их помощью достигается серьёзный эффект при отработке прыжков и приседаний, а также тренировке силы (отжимания лёжа и поднятие тяжестей стоя). Они позволяют устранить мышечную слабость или мышечный дисбаланс. Для доказательства он ссылался на свой собственный опыт и достижения своих учеников. Газета «The New York Times» рассказала о попытке проверки эффективность QMT. Волонтёр практиковался в наиболее известных упражнениях 4 раза в неделю на протяжении месяца. Перед этим он проконсультировался со специалистами, но пренебрёг советами. В результате через несколько недель проснулся с болью в левом плече и слабым щелчком при повороте руки. В статье приведены видеозаписи исполнения отдельных упражнений QMT. Журнал «Outside» разместил на своих страницах подробную инструкцию по выполнению отдельных упражнений QMT, фотографии, а также рекомендации по продолжительности выполнения каждого упражнения.
Автор статьи в газете «The Guardian» отмечала, что в фитнес-варианте квадробики (QMT) есть нечто ностальгическое по детским временам и свойственную подобным занятиям игривость. Преимущества же перед другими фитнес-системами в «сочетании кардио и силовых упражнений», которые можно выполнять практически в любом месте. Заместитель директора по фитнесу и здоровью в Университете Райса, доктор Анатолия Вик-Крегель утверждает, что QMT полезен для улучшения координации, баланса и контроля, позволяет предотвратить травмы и поддерживает осанку, а также развивает когнитивные способности. Последний фактор был установлен на основе эксперимента с 11 студентами, продолжавшийся в течение 4 недель. Видеоролики с записью демонстрации упражнений инструкторами пользуются большой популярностью в сети. Один из них собрал 900 000 подписчиков в Instagram. Вместе с тем газета предостерегала от опасностей, связанных с этим: «Люди видят видео в Интернете и хотят попробовать, не имея при этом необходимых навыков. Это может привести к травмам и выгоранию». Вик-Крегель рекомендовала имеющим хронические травмы или особые физические проблемы проконсультироваться со специалистом перед началом занятий. Начинать же наиболее целесообразно с походки медведя.
Ряд медиков отмечает негативные последствия квадробики на неокрепший детский организм: положение тела на четвереньках не является физиологичным для человеческого организма, опасна и длительная нагрузка на одни и те же отдельные группы мышц, наибольшие опасения, однако вызывает употребление квадроберами корма для животных. Он часто изготовлен из ингредиентов, которые человеческий организм оказывается не в состоянии переварить.

## Квадробика как субкультура

### Особенности субкультуры
Квадроберы пытаются максимально соответствовать образу животного, повадки которого имитируют. Для этого используются искусственные хвосты, накладные уши, маски, костюмы животных. Их изготавливают сами или заказывают в интернете. В интернете также присутствуют изделия для росписи или декорирования. Это белые маски, которые чаще всего расписывают акриловыми красками, но иногда дополняют искусственными мехом, лентами или стразами. Чаще всего маска изготавливается из плотной бумаги или натуральной хлопчатобумажной ткани, гладкой с одной стороны и ворсистой с другой — футера, реже — из папье-маше. Отмечалось, что наиболее полезно увлечение квадробикой, если дети сами мастерят для себя аксессуары. Также у квадроберов отмечают тренировку сердечно-сосудистой системы, снижение веса, уменьшение тревожности, поддержание качества жизни при диабете. Отмечалось, что пародирование поведения животных помогает квадроберам снимать стресс.
Чаще всего квадроберами являются дети и подростки в возрасте от 7 до 14 лет, которые воспринимают своё увлечение как игру, а не спортивное состязание. Иногда квадробер имитирует разных животных, но может выбрать для себя и одного постоянного персонажа. У одной и той же девочки по кличке «Серая лапа» есть аксессуары и для кошки, рыси и для енота. Некоторые подростки утверждают, что чрезвычайно серьёзно «готовились» к выбору «тотемного животного»: включали шум леса, закрывали глаза и пытались «почувствовать» своё животное.

### Оценка специалистами
Доктор психологических наук Олеся Волкова считает, что квадробика, как любая субкультура, может приносить как вред, так и пользу. Если для подростка она представляет собой игру или творческое хобби, влечёт развитие социальных связей, «то в этом нет ничего ужасного». Квадробика опасна «для тех ребят, которые плохо социализируются, не имеют выраженных контактов со сверстниками, дистанцированы от родителей и даже до занятия квадробикой вызывали настороженность со стороны специалистов, либо родителей в плане своей оторванности от социальной реальности». Для таких подростков риск состоит в безвозвратном уходе в образ животного. По отношению к ним возможна агрессия окружающих. «Хорошо к нам относятся люди в возрасте и маленькие дети» — гласит заголовок раздела в статье о квадроберах. В этой же статье сами квадроберы рассказывают о неприятии своего увлечения сверстниками и людьми в возрасте 20—40 лет. Существует также опасность получения травмы.
Детский психиатр Антонина Перекрёстова утверждала, что квадробика может тормозить развитие интеллекта ребёнка или подростка. «Проводить в масках животных свободное время детям старшего возраста [по её мнению, старше 9 лет], объединяясь в группу, — уже девиация… вероятны неврозы, психотравмирующие ситуации, тревожно-депрессивные расстройства, расстройства адаптации», — заявила она. Перекрёстова также предупреждала: «Возможно вовлечение поддающихся влиянию детей в нездоровую группу, обучение неадекватному поведению, такому, например, как укусы прохожих».
Психолог из Волгограда Эвелина Гаевская рассматривает квадробику как изменённое состояние сознания и напоминает о существовании тренингов, использующих символ тотемного животного. Такой тренинг требует отождествления с ним и благодаря этому даёт ощущения появления новых животных ресурсов. Действия квадроберов Гаевская характеризует как асоциальное поведение. Оно, даже если не причиняет вреда другим людям напрямую, то просто не вызывает у них положительных эмоций. Следование моде на костюмы животных превращает квадробику «в культ». У детей и подростков развивается мысль о принадлежности к некой особой общности людей. Квадробика, отождествляющая человека с животным, даёт крайне мало для развития для личности, а выкладывание роликов и фотографий в образах животных в социальных сети является работой на публику, вряд ли полезной для формирования личности ребёнка. Уже известны случаи пластических операций, целью которых было стать похожими на зверей внешне.
Доцент кафедры психотерапии Московского института психоанализа Владимир Файнзильберг утверждал, что увлечение данной субкультурой не позволяет ребёнку различать игровое поведение и подлинную имитацию поведения животных, но запрещать квадробику нельзя, так как это стимулирует детский интерес к ней. Профессор Московского государственного психолого-педагогического университета Владимир Кудрявцев считает, что причиной обращения к квадробингу является отсутствие признания среди ровесников, а также нехватка внимания родителей и педагогов. По его мнению, если он развивает тело и компенсирует низкую самооценку, то помогает искать себя, а если дети входят в образ животного (царапаются, едят из мисок, ходят на поводках или кусаются), то это — «звоночки нарушения психики», так как разрушаются сферы эмпатии, сексуальности, а вслед за этим — и интимного стыда. Психолог Виталий Сторчеусов предложил свой критерий оценки опасности квадробики для личности ребёнка: «Нужно смотреть, сохраняет ли ребёнок здравый смысл вне хобби. Если да, то, скорее всего, у него происходят процессы самоанализа, который рано или поздно выведет ребёнка на новый путь, где юный квадробер получит какой-то результат и изменит свои взгляды. Если же ребёнок закрылся в себе, и вся её жизнь — это квадроберинг, то на это уже стопроцентно стоит обратить внимание, даже если он не идентифицирует себя как животное».
Кроссплатформенный новостной интернет-бренд и одновременно радиоволна, известная как Bayerischer Rundfunk, BR24 воспроизвёл близко к дословному переводу запись, сделанную кандидатом философских наук, доктором политических и социологических наук Александром Дугиным в своём официальном Telegram-канале 19 сентября 2024 года: «Дарвин — слабоумный. Человек — не животное. Но может постараться им стать. Если будет исповедовать либерализм. Тогда один путь — в квадробинг и фурри».
«Darwin ist ein Idiot. Der Mensch ist kein Tier. Aber er kann versuchen, eins zu werden. Wenn er sich nämlich zum Liberalismus bekennt», so der rechtsextreme russische «Philosoph» und intellektuelle Radau-Macher Alexander Dugin. Er meint auch genau zu wissen, wohin die Evolutionstheorie führt: Zu «Quadrobics», wie ein neuer Spieltrend heißt, bei dem die Bewegungen von Tieren nachgeahmt werden, überwiegend auf allen Vieren. Dugin, und nicht nur er, hält das augenscheinlich für einen Zivilisationsbruch.
Эксперт Северо-Западного института управления в Санкт-Петербурге, кандидат юридических наук Алексей Глушаков выступил за законодательное регулирование, а не за запрет квадробики. Психолог Александра Миллер считает, что квадробинг не несёт серьёзной опасности для подростков, напоминая: «детство — это время для игр». Ей вторила детский психолог Наталья Наумова: «детям всегда нравилось воображать и фантазировать. В возрасте до 12 лет абсолютно нормально, что они переодеваются в зверей и пародируют их». В то же время она указывала и на опасности: детей может вдохновлять агрессия, для сокрытия которой они используют маски; в сообществе подростков-квадроберов возможно появление лидера, подчиняющего себе сверстников.
Подобную точку зрения разделяют и другие специалисты. Научный сотрудник кафедры психологии образования и педагогики Московского государственного университета имени М. В. Ломоносова Вера Сухих в интервью новостному интернет-изданию «Взгляд» заявила: «Квадробика — это продвинутая творческая игра, которая перекочевала из дошкольного возраста в ранний подростковый возраст. В этом смысле я не вижу ничего асоциального… в квадробике». Психолог-консультант Центра семейной психологии «12k» в Санкт-Петербурге Александра Ермилова назвала квадробику обычной детской игрой, добавив: «Проблемы возникают, когда [квадроберы] начинают беспокоить других людей. Но, насколько я понимаю, такие случаи редки»
Доктор психологических наук Олеся Волкова дала прогноз развития квадробики, основанный на анализе развития любого хобби подростка: «квадробика может быть интересна детям ещё максимум несколько лет, но скоро интерес к ней начнет снижаться». Она так сформулировала свою позицию по этому вопросу: «Уйдёт квадробинг, придёт что-то другое. Дети теряют свою идентичность не потому, что появляется какое-то течение, веяние, а потому что у них нет шанса продемонстрировать свою идентичность в других сферах и средах жизни».
Широкий спектр мнений специалистов собрал новостной сайт РБК. Он привёл точки зрения руководителя регионального отделения межрегиональной общественной организации Евразийская конфедерация психоаналитической психотерапии Романа Чудинова, кандидатов психологических наук Ольги Архиповой и Татьяны Яничевой, генерального директора коммуникационного агентства АГТ Игоря Лащевского, председателя совета директоров коммуникационного агентства «Р.И.М» Игоря Писарского. Последний заявил, что тема «квадробики удобна»: она не требует специальных знаний для участия в дискуссии; относится к темам, которые «не представляют угрозы и увлекают», поэтому она даже если не поощряется «кем-то из условных кремлёвских башен», то и пресекается ими; данная тема допускает так называемые «полярные мнения», что делает её ещё более привлекательной.

### Оценка средствами массовой информации
Автор статьи в «Российской газете» сожалел, что квадроберы в противовес подросткам советского прошлого, которые мечтали быть космонавтами или пионерами-героями, героизируют «естество природы с её духом стаи и правом сильного». Автор статьи сообщал, что в Краснодаре, Челябинской и Новосибирской областях, в Волгограде и даже в парке Горького в Москве встречаются «дети-прыгуны на четвереньках», а в Казани, в Прокопьевске, в Кузбассе и в Березниках «прокатилась серия нападений школьников на квадроберов за то, что те публично скачут и кусают прохожих и, как собаки, без стыда „метят территорию“».
Российская журналист и писатель Анастасия Миронова, получившая известность расследованием дела тюменского маньяка, опубликовала большую статью в общественно-политическом интернет-издании Газета.ru, посвящённую квадроберам. Автор признавалась в своей двойственной оценке ситуации с данной субкультурой. Ей «очень не нравится затянутая нашими ультраконсерваторами песня о том, что квадроберов будто бы готовят к гей-парадам и прочей, как они говорят, западной нечисти», но она отчётливо понимает, что в этой субкультуре происходит процесс размытия социальных норм и становления девиантного поведения. «Если человек отошел от нормы, встал на четвереньки, это уже сигнал: возможно, он может отойти от нормы и в более серьёзных моментах», — утверждала Миронова и приводила гипотетический пример. Если у человека, находящегося в метро, спрятан молоток, то, возможно, он начнёт убивать им окружающих людей. Подобная логика свойственна людям, которые испуганы квадроберами. В свою очередь подобный испуг может привести к агрессии обывателей в отношении самого квадробера. Вывод автора статьи, признававшейся в ней, что её собственная дочка — квадробер: «квадроберы сегодня — самая опасная после хиппи массовая субкультура… [так как они] теряют связь с нормой».
Российская журналистка и медиаменеджер Маргарита Симоньян опубликовала в октябре 2024 года обращение к средствам массовой информации, в котором призвала отвлечься от темы квадроберов как маловажной для российского общества. Дискуссию вокруг этой субкультуры она назвала «ярмаркой неутолённых тщеславий, сплетен и грызни».

### Представители Московского патриархата о квадроберах
Заместитель руководителя синодального отдела по взаимоотношениям церкви с обществом и средствами массовой информации Московского патриархата Вахтанг Кипшидзе заявил, что «субкультуры, в основе которых лежит подражание животным, пропагандируют возвращение общества к язычеству и варварству». Если религия делает акцент на духовности и интеллектуальном превосходстве человека над животным, то подобная субкультура низводит его до уровня животного. Митрополит Волгоградский и Камышинский Феодор сравнил квадроберов с ЛГБТ. Причиной распространения этой субкультуры он назвал даже не пропаганду, а «внедрение» её с Запада. Она, по мнению Феодора, является составной частью «мирового процесса не только дехристианизации, но буквально расчеловечивания и открытого поклонения злу». Митрополит заявил, что называть квадробику игрой заблуждение, она — «явная психиатрия».
13 октября 2024 года с заявлением перед средствами массовой информации выступил председатель Патриаршей комиссии Русской православной церкви по вопросам семьи, защиты материнства и детства священник Фёдор Лукьянов. Он заявил: «Квадробинг — это не детская игра или спорт, а субкультура, предполагающая поиск в себе альтернативной идентичности, опасная социальная технология, психологически готовящая ребенка к принятию антиценностей, в том числе множественности гендеров и ЛГБТ». С его точки зрения, «квадробинг был создан в качестве начальной ступени для заманивания молодёжи в субкультуры фурри и терианов, созданных ЛГБТ-сообществом для „перепрошивки“ молодёжи», педофилию он назвал сопутствующим явлением, объяснив это тем, что наличие маски животного скрывает возраст взрослого квадробера.

### Квадробика и бизнес
На середину 2024 года веб-портал «Ozon» по запросу «квадробика» выдавал более 2 тысяч товаров. Наиболее популярными оказались аксессуары, необходимые для образа кошки. В начале октября 2024 года российская пресса сообщила, что на маркетплейсах появился корм для квадроберов. Его состав: сахар, пальмоядровое масло, какао тёртое, какао-порошок, сыворотка молочная сухая, обезжиренное сухое молоко, кокосовое масло, продукт экструдированных круп (включая крупу рисовую, пшеничную муку, а также соль).
Обзор товаров для квадроберов, производство которых было налажено в России к началу октября, сделала электронная газета Фонтанка.ру. Популярность получили наборы ручной работы: белая маска-основа из папье-маше, резинки для её крепления и краски, позволяющие создать индивидуальный дизайн. Хвосты из искусственного меха стоят всего от 200 до 300 рублей, однако 1,5 метра искусственного меха для хвостов и ушей будут стоить уже 6000—7000 рублей. Парфюмерия наладила производство ароматов для «настоящего квадробера», а также ароматов, отпугивающих квадроберов (утверждается, что это — запах груши, арбуза или яблок). Пластиковые барьеры для тренировок можно приобрести за 900—4000 рублей. Вышли на рынок и профессиональные модельеры. Их услуги по созданию костюма оцениваются в 20 000—30 000 рублей. Пытаются воспользоваться ситуацией продавцы привычных товаров: «вельветовые брюки с тигровым принтом усилиями маркетинга превращаются в „штаны для квадробики“».

## Возможность запрета квадробики в отдельных странах

### Возможность запрета квадробики в России
Адвокат конторы «ТРУБОР» Вадим Кодол прокомментировал для «Российской газеты» юридическую ответственность по отечественному законодательству на начало октября 2024 года. По его словам, за нападения на людей и домашних животных следует привлечение к административной ответственности при достижении правонарушителем 16 лет (предусмотрен штраф до 1000 рублей или арест до 15 суток). Если подросток ещё не достиг такого возраста, то к ответственности привлекаются его родители. В случае причинения материального ущерба предусмотрено его полное возмещение.
В России уже раздавались призывы частных лиц запретить квадробику, воспринятую отдельными общественниками как «опасное веяние Запада». Скандал на концерте певицы, телеведущей и киноактрисы Mia Boyka в Надыме привлёк внимание к этой проблеме широкой аудитории. На сцену к певице вывели потерявшуюся в толпе девочку-квадробера и Mia Boyka принялась задавать ей вопросы про её увлечение, которые многими общественниками и деятелями шоу-бизнеса были восприняты как оскорбительные. Среди них были рэпер Егор Крид и руководитель Лиги безопасного интернета Екатерина Мизулина. Мать девочки составила заявление в полицию. В свою очередь Mia Boyka заявила, что квадробинг следует запретить.
Председатель Государственной Думы Вячеслав Володин в своём канале Telegram заявил: «Вашингтон и Брюссель теряют своё доминирование. Чтобы продолжить править миром, они реализуют проект „Расчеловечивание“… Сегодня мы находимся на этапе, когда людей подталкивают к отказу не только от гендерной, но и человеческой идентичности. Предлагая попробовать себя в роли животных, вымышленных персонажей, мифических существ. Подобные проявления только сначала выглядят игрой и шуткой. За этим скрывается серьёзная программа отказа от человечности и всего человеческого».
В городе Ноябрьске Ямало-Ненецкого автономного округа девочка-квадробер набросилась на детей во время прогулки. У двух мальчиков были зафиксированы синяки и царапины. Детский омбудсмен Татарстана Ирина Волынец утверждала, что есть и другие инциденты с нападением квадроберов, жертвами которых становятся не только дети, но и взрослые. В Беларуси за подобными подростками даже закрепилось особое название «агроквадроберы» («злые квадроберы»). Особенно опасным Волынец считает глубокое и долговременное погружение в образ животного: «Если он выходит утром из дома в маске, которая полностью закрывает лицо, надевает хвост и вечером в таком же виде возвращается, это тревожный звонок для родителей и учителей». Данные инциденты стали поводом для запроса об экспертизе в Межрегиональном центре по делам детей. По результатам экспертного заключения может быть принято решение о признании движения квадроберов деструктивным и его запрете. Отмечается, что после этого в группах квадроберов стали разрабатываться правила, которые запрещают кусаться, царапаться и жевать землю.
Радикальную позицию по отношению к субкультуре заняла сенатор Совета Федерации Наталия Косихина: «Квадробика — [которая] не только травмирует психику, но и может привести к весьма трагическим последствиям — должна быть запрещена». Данное мнение поддержал другой сенатор — Алексей Пушков. Заместитель председателя Комитета по защите семьи, вопросам отцовства, материнства и детства Государственной Думы Виталий Милонов высказался против запрета квадроберов в России. По его мнению, такое решение только усилит интерес к данной субкультуре. Милонов назвал её «фриктивной» (не объяснив своё понимание данного термина) и заявил, что такие явления обречены «на провал». Глава Комитета по защите семьи, вопросам отцовства, материнства и детства Нина Останина призвала не пугать родителей, так как квадробика не является в какой-либо степени массовым движением, в октябре 2024 года она же призвала снимать на видео и высмеивать квадроберов. Член Генерального совета партии «Единая Россия» Александр Толмачёв выразил твёрдую уверенность, что «квадроберов остановит наступление сильных холодов». «Квадроберов-белых мишек мы пока не видели. Скорее всего многие ребята с первым снегом вернутся к прямохождению», — так он обосновал своё мнение. Толмачёв надеется, что за зиму дети запишутся в какую-либо спортивную секцию, возможно, — в хореографическую студию, а наиболее артистичные — в театральный кружок. Отдельно депутат выразил своё беспокойство случаем в Подмосковье, где мама в ветеринарной клинике выразила желание сделать дочери прививку, которую делают только животным. Толмачёв призвал всех родителей России «не давать [детям-квадроберам] корм для домашних животных, а прививки [делать] — только человеческие, по календарю, в соответствии с рекомендациями Минздрава».
Депутат Государственной думы Сергей Колунов в начале октября 2024 года направил в аппарат уполномоченного при президенте Российской Федерации по правам ребёнка обращение с предложением ввести административную и уголовную ответственность для родителей квадроберов, включая возможное лишение их родительских прав. В качестве обоснования депутат ссылался на снятое в Омске видео, запечатлевшее мать, выгуливающую своего ребёнка на поводке. Сергей Колунов заявил, «что родители сами надевают на несовершеннолетних ошейники и покупают им соответствующую атрибутику».
Депутат Яна Лантратова 5 октября сообщила журналистам, что в Государственной думе уже приступили к разработке законопроекта о запрете «пропаганды деструктивной идеологии, в том числе и квадроберства». Она заявила, что к ответственности должны привлекаться не дети и их родители, «а те, кто „навязывает информацию“, вызывающую интерес к квадробике».
9 октября 2024 года «Российская газета» раскрыла отдельные подробности работы Государственной думы над законопроектом о квадроберах. Соответствующие поправки в Кодекс Российской Федерации об административных правонарушениях планируется принять в течение двух или трёх месяцев. Размер штрафа вырастет с 1000 до 5000 рублей, кроме этого, за ненадлежащее исполнение своих обязанностей родителей квадробера смогут оштрафовать ещё на 500 рублей. При повторном нарушении органы опеки и попечительства смогут поставить самого подростка на профилактический учёт в подразделении полиции по работе с несовершеннолетними. Лишение же родительских прав воспринимается депутатами нижней палаты российского парламента как надуманная мера. Также ставится задача остановить при помощи запрета «сетевую популяризацию движения квадроберов».
Политический аналитик «Радио Свобода» Сергей Шелин назвал три возможные причины запрета квадроберов: 1) «законодательно-пропагандистская» машина «штампует запреты», квадробика просто стала для неё «пищей», «сюжетом», 2) в условиях войны на Украине «нужны разрешённые проблемные сюжеты, которые можно обсуждать, спорить, и за это обсуждение никого не накажут», 3) возможно (но Шелин сознавался, что никаких фактических доказательств данной причины у него нет), что это — личная инициатива Владимира Путина, который воспринял квадроберов как «важную проблему», «дал отмашку», а дальше началась не контролируемая никем «просто коллективная истерика».
В марте 2025 года стало известно, что работа по созданию закона о контроле над квадробингом в России не ведётся. Об этом заявил первый заместитель председателя комитета Государственной думы по культуре Денис Майданов. По его словам, смысла в разработке законопроекта, устанавливающего контроль над квадробингом, нет, тема ушла из повестки, и все уже поняли, что квадробинг «не может быть образом жизни детей» и что «играм своё место», «все уже успокоились на эту тему». Он отметил, что дискуссия в обществе по теме квадробинга оказала положительное влияние и на квадроберов и на их родителей.

### Государство и квадроберы в Беларуси
Начальник отдела по надзору за исполнением законодательства о несовершеннолетних и молодёжи прокуратуры города Минска Михаил Мануилов заявил, что ни одного случая привлечения квадроберов к 16 сентября 2024 года в Беларуси к юридической ответственности не было. Однако, они могут быть к ней привлечены за приставание к гражданам, разбрасывание мусора, залезание на автомобили. Так как подобные действия могут рассматриваться как мелкое хулиганство, то ответственность за них наступает с 16 лет. Если же подросток ещё не достиг такого возраста, то административные меры могут быть приняты к его родителям. Повреждение чужого имущества, как и нанесение телесных повреждений другим людям, влечёт уголовную ответственность с 14 лет.

### Государство и квадроберы в Узбекистане
Министерство внутренних дел Узбекистана опубликовало на своём официальном сайте 13 октября 2024 года текст под названием «Невыполнение обязанностей по воспитанию ребёнка влечёт ответственность». В нём сообщалось, что в Ташкенте «10 октября был замечен „квадробер“ в маске животного, а 11 октября другой „квадробер“, ассоциируя себя с собакой, напал на пассажиров, и ребёнок, ставший свидетелем инцидента, был сильно напуган». В заявлении напоминалось, что Кодекс об административной ответственности предусматривает штраф в размере до 1 875 000 сумов за неисполнение родителями (лицами, их заменяющими) своих обязанностей по отношению к несовершеннолетним детям, которое, в том числе, повлекло за собой административный проступок данного несовершеннолетнего.
Министерство внутренних дел Узбекистана обратило внимание, что «случаи проявления такой субкультуры будут квалифицироваться как неисполнение родителями своих обязанностей». Возможно, будет осуществлено «конфиденциально, с помощью дружественных методов, которые не позволяют изолировать и дискриминировать ребёнка» специальное психологическое обследование квадробера для выявления влияния субкультуры «квадробика» влияет на его «психическое и эмоциональное здоровье».

### Государство и квадроберы в Казахстане
Республиканская ежедневная общественно-политическая газета «Время» сообщила в начале ноября 2024 года, что нижняя палата Парламента Казахстана обратилась к правительству страны с призывом принять меры против квадроберов. «Квадроберы живут как собаки и кошки, и говорят их голосами. Это — угроза для детей и подростков нашей страны. Они … также известны тем, что нападают на людей, например, царапая и кусая», — указывается в запросе депутата Даулета Мукаева. Также в нём отмечается, что появились закрытые каналы и группы в социальных сетях, в которых проходит обучение данной субкультуре. Депутат указал, что Казахстан может потерять целое поколение своих граждан, поэтому призвал к введению немедленных мер для предотвращения распространения этой субкультуры, а также жёсткого контроля за социальными сетями. Даулет Мукаев сообщил, что в странах Запада для квадроберов проводятся «специальные вечеринки», а «дети отказываются говорить на уроках и издают звуки животных».
Мукаев заявлял о необходимости разработать специальный закон для борьбы с квадроберами, «органам» он дал совет «тщательно изучить их поведение». Особую опасность он видел в том, что за субкультурой стоит, возможно, «целая индустрия» (набор «маска, перчатки и хвост», стоящий несколько тысяч тенге, действительно к концу октября 2024 года стал одним из самых популярных в интернет-магазинах Казахстана, как сообщила республиканская газета «Время»). В одном из своих выступлений депутат назвал эту субкультуру «болезнью общества». В газете «Время» был приведён текст, полученный на её запрос в Министерство внутренних дел Казахстана. Пресс-служба силового ведомства дала ответ: «правонарушений с участием квадроберов не совершалось».

## Квадробинг в научных исследованиях и научно-популярных изданиях

### Квадробика в научных исследованиях российских учёных
16 октября ВЦИОМ опубликовал на своём сайте результаты опроса россиян о квадробике. Метод получения данных — телефонный опрос по стратифицированной случайной выборке, которая была сделана на основе списка сотовых телефонных номеров, используемых в Российской Федерации. Результаты опроса были систематизированы в соответствии с социально-демографическими параметрами. По утверждению исследователей, погрешность не превышает 2,5 %, но кроме неё, на результаты могли оказать влияние формулировки вопросов и неназванные исследователями обстоятельства, возникшие в ходе опроса. На сайте опубликованы: массив данных, таблицы их систематизации по отдельным вопросам в % от всех опрошенных, характеристика методики проведения опроса, а также общие выводы опроса, сделанные исследователями, являющимися сотрудниками ВЦИОМ (но оставшимися анонимными).
Доктор юридических наук Нодар Козаев и кандидат юридических наук Дмитрий Рясов в статье «Информационно-психологическая и когнитивная безопасность в содержании объекта уголовно-правовой охраны» (2024) настаивают, что «государство должно обеспечивать защиту детей от негативного влияния информационной продукции, что включает охрану их психического и психологического здоровья, а также формирование позитивного мировосприятия». Исходя из этого, они высоко оценили инициативу депутата Яны Лантратовой о борьбе против «квадроберства» законодательными средствами. Авторы статьи утверждают: только на первый взгляд оно кажется безобидным, в действительности же «иногда» данное «хобби» приводит к девиантным формам поведения. Вывод Козаева и Рясова, сделанный в статье: «Подобное увлечение несет в себе угрозу когнитивной безопасности для общества и, несомненно, негативно отражается на социализации молодых людей».
Доктор юридических наук Фарход Фазилов в статье «Попытка осмысления правового регулирования квадробики» (2024) отметил, что правовое регулирование подобных квадробике субкультур не получило к настоящему времени реализации в законодательных документах различных стран, поэтому следует исходить из параллелей с другими субкультурами или необычными видами спорта, которые могут вызывать опасения в отношении безопасности или негативного влияния на подростков. В своей статье он выделил несколько проблем и привёл примеры их решения в различных странах:
- Этические и культурные аспекты. Если поведение участников некоей субкультуры воспринимается как провокационное или нарушающее правила, действующие в обществе, то власти (например, в США) вводят «локальные ограничения на проведение таких мероприятий в общественных местах» (на использование оружия, в том числе бутафорского, на костюмы). Цель этого — создание безопасной и дружелюбной атмосферы[66].
- Здоровье и безопасность. В данном случае (например, в Австралии) вводятся требования специальной подготовки, а, в ряде случаев, сертификатов безопасности для проведения мероприятий, вводится обязательное страхование для участников экстремальных видов спорта. Отвечает за это особая спортивная ассоциация[66].
- Цифровое регулирование субкультур. Социальные сети принимают меры контроля за контентом, «связанным с опасными или спорными тенденциями». Например, в 2020 году TikTok усилил ограничения на демонстрацию опасных челленджей после получения рядом подростков серьёзных травм и даже гибели нескольких из них[66].
- Влияние на психическое здоровье. Могут быть приняты (как, в частности, произошло в Великобритании) законодательные акты для защиты психического здоровья детей и подростков[67].
- Социальное поведение и общественный порядок. Во Франции закон о поддержании общественного порядка разрешает использовать меры административного характера против агрессивного поведения отдельных групп, если оно связано с риском нарушения порядка или безопасности граждан. Такие меры включают временные запреты на проведение массовых мероприятий[68].

Фарход Фазилов предложил провести исследование влияния субкультур на молодёжь и выработать законодательные меры, «направленные на обеспечение безопасности и предотвращение возможных инцидентов». Он также отметил важность мониторинга ситуации и «адаптации законодательства в ответ на изменяющиеся социальные тенденции».
Доктор психологических наук и педагогических наук Юрий Клейберг опубликовал в 2024 году в журнале «Вопросы девиантологии» научную статью «Квадроберы: ювенально-девиантологический дискурс». Спустя короткое время её полный текст был размещён на сайте «Психологической газеты». В ней он рассматривал появление квадробики как свидетельство наступления BANI-мира («новой тревожной реальности, в которой может неожиданно измениться всё, даже самое надёжное»). Клейберг отмечал, что в мозгу детей в возрасте от 8 до 14 лет легко нарабатываются новые нейронные связи. Из-за этого с одной стороны квадробика тренирует мозг и тело подростка, с другой же — может осложняться социальная адаптация и полноценная социализация. В то же время исследователь выразил согласие с мнением доктора медицинских наук Владимира Менделевича: «квадробинг в соответствии с научными канонами психиатрии никакого отношения к психической патологии не имеет. А вот о душевном здоровье взрослых, утрачивающих чувство юмора и отвергающих игровой этап взросления любого человека, задуматься стоит». Уже от собственного имени Клейберг писал: «имитация животных как таковая не представляет опасности и является естественным для детей и подростков стремлением к самовыражению и самоидентификации… [но] такое увлечение подростков не способствует их когнитивно-эмоциональному и интеллектуальному развитию и может даже замедлять или же трансформировать его». Учёный писал о растущей агрессии в адрес самих квадроберов и близких им субкультур. В Гатчине некий субъект кинул гранату в группу фурри и несколько раз выстрелил в них. Вывод, который сделал Клейберг: государство должно развивать сферу воспитания и детского досуга, в противном случае этим займутся «медийное пространство и улица со своими наставниками-актуализаторами и политтехнологами».
Обзорную статью о квадроберах разместил на своих страницах научно-популярный журнал «Psychologies». Статья содержит информацию о том, как возникла субкультура и что она собой представляет, а также об инициативе её законодательного запрета в России. Журнал предоставил слово специалисту по когнитивно-поведенческой психотерапии Денису Золотову. В его интерпретации квадроберы находятся в возрасте поиска своей идентичности и стремления к общению со сверстниками, а также овладения навыками, которые пригодятся во взрослой жизни. Золотов также попытался объяснить причины враждебности к субкультуре. Это: страх перед неизвестным (квадробика мало исследована), общее предвзятое отношение к субкультурам, которые в сознании обывателей ассоциируются с агрессией, алкоголем и наркотиками, опасения за учёбу или занятия спортом, страх перед изоляцией подростка от общества в рамках субкультуры или радикализацией его поведения за рамки социальных норм, возможность отрыва детей от реальности и ухода в мир фантазий.
Денис Золотов предполагал, что в действительности беспокойство родителей может быть вызвано угрозой утраты контроля над своими детьми и забвением своего собственного подросткового прошлого. Многие из взрослых в юности сами прошли через модное увлечение субкультурой.

### Научные исследования фитнес-варианта квадробики
Поскольку квадробика является достаточно новым явлением, глубоких и фундаментальных исследований её как спортивного, культурного или социального феномена ещё не существует, но это не означает, что отсутствуют исследования, которые могли бы подтвердить или опровергнуть её эффективность как системы физических упражнений.
Авторы коллективного исследования, опубликованного в ежемесячном рецензируемом медицинском журнале «Journal of Strength and Conditioning Research» в 2022 году, отмечали, что многие упражнения квадробики (например, попеременный подъём конечностей и ползание в положении на четвереньках) используются в физической реабилитации травм и неврологических заболеваний, а также как дополнение к фитнес-программам в качестве элементов динамической разминки или вспомогательных упражнений. Недавние исследования показали, что квадробика, в частности упражнения на ползание на четвереньках, улучшает когнитивные навыки и подвижность суставов. Среди возможных последствий использования упражнений квадробики выносливость мышц верхней части тела, увеличение силы хвата верхней части тела, его большая гибкость и динамическое равновесие. В начале своей статьи авторы характеризуют квадробику как «новый стиль упражнений с собственным весом, который набирает популярность в фитнес-индустрии», включающая позы животных, «переходы» (англ. transitions) и «движения ползком» (англ. crawling patterns) для улучшения физической формы.
Коммерческие программы квадробики считают, что её использование улучшает гибкость тела, расширяет диапазон движений, тренирует физическую силу и выносливость. Однако авторы коллективной статьи отмечают, что эти утверждения не были к моменту её публикации подтверждены нейтральными исследованиями.
Целью данного исследования стала экспериментальная оценка влияния коммерчески доступной программы квадробики на функциональные движения, динамический баланс, диапазон движений, а также силу и выносливость верхней части тела. 42 волонтёра студенческого возраста, от 17 до 21 года, среди которых мужчин было 19, а женщин — 23, были случайным образом распределены в группу квадробики и контрольную на 8 недель. Обучение движениям квадробики состояло из 60-минутных занятий, проводившихся регулярно в дополнение к регулярной физической активности. Группа квадробики показала значительно лучшие результаты, чем контрольная группа, по совокупному баллу, а также по ряду отдельных параметров. Никаких существенных различий между группами не наблюдалось по динамическому балансу, силе и выносливости верхней части тела. Вывод исследователей: «Упражнения квадробики являются жизнеспособной альтернативной формой тренировок для улучшения стабилизации (англ. stabilization) и гибкости всего тела».
Ещё одна коллективная статья «Сравнение энергетических затрат при тренировке четвероногих движений с ходьбой», посвящённая квадробике, появилась в журнале «Frontiers in Sports and Active Living» в октябре 2022 года. Исследование финансировалось за счёт гранта от Grove City College Swezey Fund. Целью данного исследования было сравнить расход энергии на занятиях тренировка движений на четвереньках начального уровня с использованием Animal Flow с ходьбой, а также сравнить сравнить расход энергии между отдельными упражнениями таких занятий и между мужчинами и женщинами. Участниками эксперимента были 15 мужчин и 15 женщин. Им предстояли 60-минутные занятия Animal Flow, ходьба на беговой дорожке с самостоятельно выбранной интенсивностью и ходьба на беговой дорожке с интенсивностью, соответствующей частоте сердечных сокращений занятия Animal Flow. Для оценки расхода энергии использовалась косвенная калориметрия. Вывод, к которому пришли авторы исследования: QMT с использованием Animal Flow соответствует критериям для физической активности средней интенсивности и должен рассматриваться как жизнеспособная альтернатива для помощи в соблюдении рекомендаций по физической активности.
Два японских исследователя из Иокогамы в статье «Как быстро может бежать человек? — Двуногий против четвероногого бега», опубликованной в научном журнале «Frontiers in Bioengineering and Biotechnology», пришли к следующим выводам: «при четвероногом беге люди используют поперечный галоп с небольшим угловым отклонением. Эти результаты позволяют предположить, что в будущем самым быстрым человеком на планете может стать четвероногий бегун на Олимпийских играх 2048 года. Этого можно достичь, перейдя на вращающийся галоп и сделав более длинные шаги с широкими сагиттальными движениями туловища». По расчётам исследователей, бег на стометровку на четвереньках может занять всего 9,276 секунды по сравнению с 9,383 секунды привычным бегом на двух ногах. Эти данные индийская финансовая газета «Mint» использовала для доказательства эффективности фитнес-варианта квадробики.
В 2023 году большую статью о фитнес-варианте квадробики «QTM. Краткий обзор и практическое руководство» в номере за июль — август журнала «ACSM’s Health & Fitness Journal» опубликовал ассистент профессора Университета Кина Адам Эккарт. Он отмечал в заключении к статье, что QMT — новая система физических упражнений, которая обещает добиться стабильности всего тела (англ. whole-body stability), улучшить координацию движений, увеличить подвижность суставов и, предположительно, улучшить когнитивные функции. Эккарт пишет, что «вполне возможно», улучшения в этих областях наряду с расширенным набором движений, сравнимым с детским, вызывают у практикующих данную методику ощущение повышенных функциональных способностей, но, по его мнению, необходимы дополнительные исследования.
Исследователи из Университета Солфорда опубликовали своё исследование «Тренировка движений на четвереньках улучшает когнитивные способности и репозицию суставов» в журнале «Human Movement Science» в 2016 году. Двадцать два физически активных студента (15 мужчин и 7 женщин) были разделены на две группы. Все участники их эксперимента выполнили висконсинский тест сортировки карточек и были проверены на ощущение репозиции суставов до и после четырёхнедельного эксперимента, в ходе которого одна группа, в отличие от контрольной, выполнила серию развивающих и сложных тренировок на четвереньках. Участники экспериментальной группы продемонстрировали значительно лучшие показатели в висконсинском тесте. Они не были проявлены в контрольной группе. Чувство репозиции сустава в экспериментальной группе также улучшилось, но только при 20 градусах сгибания плеча. Вывод, к которому пришли исследователи: выполнение новой и сложной задачи, требующей координации всех четырёх конечностей, оказывает благотворное влияние на когнитивную сферу и на репозицию суставов, но только под определённым углом сустава, который использовался в тренировке.

## В культуре
Общероссийский федеральный канал «Первый канал» посвятил квадроберам две телепередачи. Выпуск «Усы, лапы и хвост: как реагировать и на что обратить внимание, если ваш ребёнок объявил себя квадробером» (13 октября 2024 года) предупредил зрителей об опасности квадробики с медицинской точки зрения (человеческое тело не предназначено для активных перемещений на четвереньках, есть прямые противопоказания, связанные с проблемами в опорно-двигательной системе) и возможной утрате связи ребёнка-квадробера с реальностью (есть корм для животных, требовать лоток, предназначенный для испражнений).
Генеральный продюсер компании «Первый канал. Всемирная сеть» (с 2015 года), ведущий программы «Пусть говорят» Дмитрий Борисов эпизод 3 в передаче «О дивный новый мир» от 20 ноября 2024 года посвятил квадроберам. Передача (продолжительность 53 минуты) содержит обзор сообщений российских средств массовой информации о квадроберах, а также интервью с самими детьми-квадроберами. Диктор сообщил, что в «некоторых странах и отдельных штатах» США было законодательно запрещено неуважительное отношение к квадроберам в школах, «а кое-где даже лотки обязали возле парт ставить». Дмитрий Борисов организовал встречу в студии ток-шоу певицы Mia Boyka и мамы девочки-квадробера из Надыма. «Как человеку остаться человеком, когда расчеловечивание притворяется то игрой, то модой?», — заявил ведущий в процессе обсуждения, обращаясь к зрителям в студии. Слово для высказывания своей точки зрения было предоставлено детскому психологу, тренеру по фитнесу, блогеру, телеведущей и другим участникам обсуждения. В финале передачи было анонсировано продолжение обсуждения проблемы квадробинга на следующий день в выпуске «Ребёнок по имени „Гав“», в котором главными героями должны были стать агроквадроберы.
Выпуск «Ребёнок по имени „Гав“» (продолжительность 53 минуты) вышел в эфир в указанные сроки. Его героями стали радикальные квадроберы, которые «едят из мисок, пьют из луж, роют землю, нападают на собак и людей». Центральным персонажем передачи стал зрелый мужчина азиатской внешности, на которого, по его словам, в кафе «напала» («как зарычит на меня, как зашипит») девушка. Нападение состояло, как было принято решение в ходе обсуждения в студии на основе рассказа мужчины, в нарушении личного жизненного пространства пострадавшего. Один из посетителей кафе проинформировал его, что девушка была квадробером. Она была одета в чёрное, возраст её пострадавший оценил в 20 лет, на ней не было внешних признаков маскировки под животное. О том, что она передвигалась по кафе на четвереньках, пострадавший также не сообщил. По его словам, она стояла и ходила на двух ногах. Выводом из обсуждения стали слова одной из его участниц, депутата Государственной Думы от партии «Единая Россия» Татьяны Буцкой: «К огромному сожалению, мы видим, что не дети, а взрослые, и не вот такие [как находящиеся в студии], а более опасные втягивают наших детей в это очень опасное течение»